# Lampornis viridipallens
Lampornis viridipallens là một loài chim trong họ Trochilidae.